# Municipio de Deerfield (condado de Lenawee)
El municipio de Deerfield (en inglés: Deerfield Township) es un municipio ubicado en el condado de Lenawee en el estado estadounidense de Míchigan. En el año 2010 tenía una población de 1568 habitantes y una densidad poblacional de 24,07 personas por km².

## Geografía
El municipio de Deerfield se encuentra ubicado en las coordenadas 41°53′26″N 83°47′54″O / 41.89056, -83.79833. Según la Oficina del Censo de los Estados Unidos, el municipio tiene una superficie total de 65.15 km², de la cual 64,78 km² corresponden a tierra firme y (0,57 %) 0,37 km² es agua.

## Demografía
Según el censo de 2010, había 1568 personas residiendo en el municipio de Deerfield. La densidad de población era de 24,07 hab./km². De los 1568 habitantes, el municipio de Deerfield estaba compuesto por el 96,11 % blancos, el 0,32 % eran afroamericanos, el 0,89 % eran amerindios, el 0,13 % eran asiáticos, el 0,57 % eran de otras razas y el 1,98 % eran de una mezcla de razas. Del total de la población el 5,74 % eran hispanos o latinos de cualquier raza.